# Украинская баскетбольная суперлига 1996/1997
6-й чемпионат Украины по баскетболу прошёл с августа 1996-го по май 1997-го года. В октябре 1996-го года под эгидой Федерации баскетбола Украины была образована Суперлига, куда вошли восемь лучших команд чемпионата Высшей лиги. Чемпионом Украины шестой раз в своей истории стал киевский Будивельник.

## Формат проведения чемпионата
Чемпионат Украины по баскетболу 1996/1997 прошёл в три этапа.
Первый этап — отборочный турнир за попадание в Суперлигу. Семь команд, занявших 5-11 место в чемпионате Высшей лиги 1995/96, а также чемпион Первой лиги 1996-го года по итогам двухкругового соревнования определили четверку лучших команд, попадающих в Суперлигу. Команды, занявшие 5-8 место в данном турнире, становились участниками новой Высшей лиги.
Второй этап — регулярный чемпионат Суперлиги. Восемь команд по итогам четырёх кругов определили четырёх участников плей-офф.
Третий этап — плей-офф, полуфиналы и финал.

## Ключевые переходы
| Игрок                | Откуда                               | Куда               | Примечание          |
| -------------------- | ------------------------------------ | ------------------ | ------------------- |
| Юрий Селихов         | Шахтер (Черемхово)                   | БИПА-Мода-СКА      | тренер              |
| Олег Чернов          | Будивельник-Хорда                    | Шахтер (Черемхово) |                     |
| Сергей Пржеорский    | ЦСК ВСУ                              | Будивельник-Хорда  |                     |
| Брайан Риверс        | Форт-Уэйн Фьюри                      | Будивельник-Хорда  | до февраля          |
| Уэймен Стриклэнд     | Норт Харбор                          | Будивельник-Хорда  | с ноября по февраль |
| Дэвид Вашингтон      | Комфорт Старгард                     | БИПА-Мода-СКА      | до ноября           |
| Александр Окунский   | Шахтер (Донецк)                      | БИПА-Мода-СКА      | в ноябре            |
| Томас Макги          | NCAA                                 | БИПА-Мода-СКА      | в ноябре            |
| Алексей Янгичер      | Азовмаш (Мариуполь)                  | БИПА-Мода-СКА      |                     |
| Андрей Бондаренко    | Шахтер (Донецк)                      | Балтика (Рига)     | в октябре           |
| ДеРон Хэйес          | Сольна                               | Шахтер (Донецк)    | до января           |
| Олег Рубан           | Киев-Баскет                          | ЦСКА-Итера         |                     |
| Андрей Харчинский    | Киев-Баскет                          | ЦСКА-Итера         |                     |
| Душан Савич          | Беовук (Белград)                     | Денди-Баскет       |                     |
| Слободан Шливанчанин | Беовук (Белград)                     | Денди-Баскет       |                     |
| Дмитрий Брянцев      | ЦСК ВСУ                              | Денди-Баскет       |                     |
| Дмитрий Кораблев     | Академия-КТУ (Кривой Рог)            | Денди-Баскет       |                     |
| Ярослав Зубрицкий    | БК Львовская Политехника             | Денди-Баскет       |                     |
| Олег Козорез         | Динамо-Континенталь (Днепропетровск) | Денди-Баскет       | с февраля           |
| Константин Галенкин  | Автодор (Саратов)                    | ЦСКА-Итера         |                     |
| Игорь Яценко         | БК Львовская Политехника             | ЦСКА-Итера         |                     |
| Алексей Полторацкий  | Будивельник-Хорда                    | ЦСКА-Итера         | в ноябре            |
| Сергей Половко       | Денди-Баскет                         | ЦСКА-Рико          | в феврале           |
| Виктор Заболотный    | БК Львовская Политехника             | СК Николаев        |                     |
| Олег Пелех           | БК Львовская Политехника             | СК Николаев        |                     |
| Александр Чаусов     | БИПА-Мода                            | СК Николаев        | в ноябре            |
| Вячеслав Евстратенко | Нефтехим-Аваль (Белая Церковь)       | ЦСКА-Рико          | в январе            |
| Петр Самойленко      | БК Лугань                            | БК Самара          |                     |

## Составы команд

### Будивельник-Хорда
Александр Лохманчук, Игорь Харченко, Игорь Молчанов, Денис Журавлев, Владимир Холопов, Леонид Яйло, Дмитрий Приходько, Григорий Хижняк, Андрей Костко, Сергей Пржеорский, Брайан Риверс, Уэймен Стриклэнд
Тренер: Геннадий Защук

### Шахтер (Донецк)
Сергей Антоненко, Андрей Ботичев, Сергей Завалин, Андрей Капинос, Олег Ткач, Александр Кравченко, Олег Черноситов, Сергей Цымбал, Владимир Гуртовой, Андрей Задорожный, Андрей Кавардак, Владимир Грузин, ДеРон Хэйес
Тренер: Армандс Краулиньш

### Денди-Баскет (Киев)
Евгений Мурзин, Виктор Савченко, Игорь Ватажок, Сергей Половко, Андрей Шаптала, Дмитрий Базелевский, Владимир Рыжов, Дмитрий Брянцев, Дмитрий Кораблев, Ярослав Зубрицкий, Станислав Медведенко, Андрей Шарамко, Александр Низкошапка, Олег Козорез, Душан Савич, Слободан Шливанчанин
Тренер: Андрей Подковыров

### БИПА-Мода-СКА (Одесса)
Вадим Пудзырей, Олег Михайлов, Андрей Другаченок, Олег Шпунт, Олег Юшкин, Геннадий Кузнецов, Михаил Мельников, Герман Герасименко, Сергей Пинчук, Алексей Янгичер, Руслан Бутенин, Станислав Балашов, Александр Окунский, Томас Макги, Антуан Нэнси
Тренер: Юрий Селихов

### Лугань (Луганск)
Виктор Бирюков, Александр Безуглов, Леонид Жуков, Дмитрий Малоштан, Андрей Шалкиев, Марк Марков, Илья Евдоков, Александр Степаненко, Алексей Федоров, Вячеслав Анохин, Игорь Васильченко, Александр Новак
Тренер: Владимир Брюховецкий

### Ферро (Запорожье)
Кирилл Погостинский, Леонид Алейников, Александр Горстка, Валерий Петренко, Руслан Бессонов, Вячеслав Польский, Вячеслав Матющенко, Кирилл Большаков, Сергей Новак, Александр Пащенко, Владимир Тищенко, Тарас Артеменко, Вячеслав Головатюк, Андрей Шарков, Дмитрий Щиглинский
Тренер: Александр Широбоков

### СК Николаев
Владимир Полях, Андрей Герасимов, Сергей Петренко, Андрей Бережинский, Леонид Срибный, Константин Фурман, Алексей Бесков, Виктор Грищенко, Максим Качко, Александр Раевский, Виктор Заболотный, Олег Пелех, Александр Чаусов
Тренер: Валентин Берестнев

### Нефтехим-Аваль (Белая Церковь)
Валерий Яйчун, Эдуард Арделян, Сергей Бейчук, Дмитрий Белкин, Константин Тарасенко, Сергей Петрученко, Алексей Захарченко, Андрей Рязанов, Владимир Телегин, Дмитрий Рязанцев, Виктор Бондаренко, Павел Хивренко, Георгий Ступенчук, Вячеслав Евстратенко
Тренер: Анатолий Федоренко, позже — Анатолий Юрченко

### БК Львовская Политехника (Львов)
Владимир Марковский, Игорь Сарана, Владимир Дружбляк, Александр Тютюнник, Сергей Сидор, Дмитрий Роженко, Владимир Дорошенко, Олег Пушкарев, Юрий Зеленко, Юрий Зиминов, Владимир Колесник, Тарас Сашкевич
Тренер: Анатолий Заверикин

### ЦСКА-Итера (Киев)
- В январе в связи с приходом к управлению клуба новых спонсоров команда была переименована в ЦСКА-Рико.

Александр Кислицин, Виталий Черний, Богдан Вареник, Владимир Рыжик, Марко Кремич, Олег Рубан, Андрей Харчинский, Сергей Москаленко, Игорь Яценко, Владислав Шлеев, Дмитрий Снежко, Сергей Защук, Вадим Гулеватый, Валерий Кормилицын, Александр Ланевский, Вячеслав Евстратенко, Алексей Полторацкий, Сергей Половко, Константин Галенкин
Тренер: Анатолий Николаев

### Азовмаш (Мариуполь)
Вячеслав Асеев, Андриан Гавриков, Петр Подтыкан, Евгений Подорванный, Филипп Епифанцев, Сергей Ивчатов, Вадим Дудко, Сергей Зеневич, Леонид Иванов, Роман Иванченко, Николай Ивахненко, Александр Кузнецов, Сергей Логунов, Геннадий Лукьянов, Олег Пархоменко
Тренер: Валентин Романец

### Динамо-Континенталь (Днепропетровск)
Евгений Анненков, Алексей Борисенко, Сергей Валентир, Виктор Гарбуз, Станислав Каковкин, Олег Козорез, Константин Костелко, Сергей Кошевой, Александр Ломако, Дмитрий Марков, Владимир Мартынов, Денис Морозов, Сергей Николащенко, Сергей Секацкий, Денис Синицкий, Сергей Храпов
Тренер: Ефим Таслицкий

## Первый этап
Турнир за право выступать в Суперлиге
- Будивельник-Хорда (Киев), Шахтер (Донецк), Денди-Баскет (Киев) и БИПА-Мода-СКА (Одесса) попали в Суперлигу автоматически.

| № | Команда                              | В  | П  |
| - | ------------------------------------ | -- | -- |
| 1 | СК Николаев                          | 12 | 2  |
| 2 | ЦСКА-Итера (Киев)                    | 11 | 3  |
| 3 | Лугань (Луганск)                     | 9  | 5  |
| 4 | Ферро (Запорожье)                    | 8  | 6  |
| 5 | Нефтехим-Аваль (Белая Церковь)       | 7  | 7  |
| 6 | Азовмаш (Мариуполь)                  | 5  | 9  |
| 7 | Динамо-Континенталь (Днепропетровск) | 4  | 10 |
| 8 | БК Львовская Политехника (Львов)     | 0  | 14 |

- В Суперлигу вышли СК Николаев, ЦСКА-Итера, Лугань и Ферро.
- В Высшую лигу попали Нефтехим-Аваль, Азовмаш, Динамо-Континенталь и  Львовская Политехника.

### Лидеры первого этапа
- Очки — Петр Подтыкан (Азовмаш) — 32,0
- Подборы — Константин Галенкин (ЦСКА-Итера) — 8,8
- Передачи — Валерий Яйчун (Нефтехим-Аваль) — 6,1
- Перехваты — Евгений Анненков (Динамо-Континенталь) — 2,4
- Блок-шоты — Константин Галенкин (ЦСКА-Итера) — 1,8

## Регулярный чемпионат
| № | Команда                  | В  | П  |
| - | ------------------------ | -- | -- |
| 1 | Будивельник-Хорда (Киев) | 25 | 3  |
| 2 | БИПА-Мода-СКА (Одесса)   | 21 | 7  |
| 3 | Денди-Баскет (Киев)      | 20 | 8  |
| 4 | Шахтер (Донецк)          | 14 | 14 |
| 5 | ЦСКА-Рико (Киев)         | 12 | 16 |
| 6 | СК Николаев              | 10 | 18 |
| 7 | Ферро (Запорожье)        | 5  | 23 |
| 8 | Лугань (Луганск)         | 5  | 23 |

- С команды Лугань (Луганск) были сняты два очка за неявку на поединки против СК Николаев и БИПА-Моды

## Лидеры Суперлиги

### Очки в среднем за игру
1. Дмитрий Малоштан (Лугань) — 25,8
2. Евгений Мурзин (Денди-Баскет) — 24,2
3. Леонид Яйло (Будивельник-Хорда) — 22,2
4. Сергей Антоненко (Шахтер) — 22,1
5. Александр Окунский (БИПА-Мода-СКА) — 20,2
6. Вадим Пудзырей — (БИПА-Мода-СКА) — 20,1
7. Виктор Рубан (ЦСКА-Рико) — 20,1
8. Александр Пащенко (Ферро) — 19,8
9. Виктор Бирюков (Лугань) — 19,2
10. Андрей Ботичев (Шахтер) — 19,0

- Рекорд сезона был установлен в первом матче серии за третье место. Евгений Мурзин, проведя без замен весь матч с донецким Шахтером, набрал 56 очков.

### Подборы в среднем за игру
1. Александр Окунский (БИПА-Мода-СКА) — 11,1
2. Андрей Ботичев (Шахтер) — 9,0
3. Григорий Хижняк (Будивельник-Хорда) — 8,5
4. Константин Фурман (СК Николаев) — 7,2
5. Виктор Савченко (Денди-Баскет) — 6,9

### Передачи в среднем за игру
1. Сергей Завалин (Шахтер) — 6,3
2. Игорь Харченко (Будивельник-Хорда) — 4,8
3. Олег Ткач (Шахтер) — 4,6
4. Александр Раевский (СК Николаев) — 4,5
5. Душан Савич (Денди-Баскет) — 4,5

### Перехваты в среднем за игру
1. Душан Савич (Денди-Баскет) — 2,9
2. Игорь Харченко (Будивельник-Хорда) — 2,1
3. Олег Ткач (Шахтер) — 2,0
4. Виктор Рубан (ЦСКА-Рико) — 2,0
5. Александр Раевский (СК Николаев) — 2,0

### Блок-шоты в среднем за игру
1. Григорий Хижняк (Будивельник-Хорда) — 2,8
2. Александр Окунский (БИПА-Мода) — 1,2
3. Виктор Савченко (Денди-Баскет) — 1,2
4. Константин Галенкин (ЦСКА-Рико) — 1,1
5. Алексей Полторацкий (ЦСКА-Рико) — 1,0

## Плей-офф

### Полуфиналы
Будивельник — Шахтер (3:0)
|                                                                |      | Шахтер (Донецк)                                                                     | 86:99 | Будивельник-Хорда (Киев) | Донецк, Дворец спорта "Дружба" |
| 18:29, 19:27, 26:24, 23:19                                     |      |                                                                                     |       |                          | Донецк, Дворец спорта "Дружба" |
| Сергей Завалин (19), Олег Черноситов (16), Андрей Ботичев (15) | Очки | Леонид Яйло (27), Владимир Холопов (18), Григорий Хижняк (15), Игорь Молчанов (13). |       |                          | Донецк, Дворец спорта "Дружба" |

|                                                           |      | Шахтер (Донецк)                                                                                            | 111:113 ОТ | Будивельник-Хорда (Киев) | Донецк, Дворец спорта "Дружба" |
| 27:24, 23:28, 19:27, 29:19                                |      | |            |                          | Донецк, Дворец спорта "Дружба" |
| Олег Ткач (35), Андрей Капинос (17), Олег Черноситов (15) | Очки | Леонид Яйло (28), Владимир Холопов (18), Игорь Молчанов (22), Денис Журавлев (18), Дмитрий Приходько (17). |            |                          | Донецк, Дворец спорта "Дружба" |

- Победный трехочковый бросок с финальной сиреной забросил центровой Будивельника Григорий Хижняк.

|                                                            |      | Будивельник-Хорда (Киев)                                  | 117:87 | Шахтер (Донецк) | Киев, СК КПИ |
| 19:20, 34:13, 28:29, 30:25                                 |      |                                                           |        |                 | Киев, СК КПИ |
| Леонид Яйло (19), Игорь Молчанов (18), Денис Журавлев (16) | Очки | Андрей Ботичев (31), Олег Ткач (14), Олег Черноситов (14) |        |                 | Киев, СК КПИ |

БИПА-Мода-СКА — Денди-Баскет (3:1)
|                                                                                        |      | Денди-Баскет (Киев)                                                                   | 107:113 | БИПА-Мода-СКА (Одесса) | Киев, СК Меридиан |
| 24:25, 26:39, 23:23, 34:26                                                             |      |                                                                                       |         |                        | Киев, СК Меридиан |
| Евгений Мурзин (35), Слободан Шливанчанин (18), Виктор Савченко (17), Душан Савич (17) | Очки | Томас Макги (36), Вадим Пудзырей (24), Александр Окунский (22), Михаил Мельников (18) |         |                        | Киев, СК Меридиан |

|                                                                     |      | Денди-Баскет (Киев)                                            | 87:103 | БИПА-Мода-СКА (Одесса) | Киев, СК Меридиан |
| 24:25, 31:28, 19:23, 13:27                                          |      |                                                                |        |                        | Киев, СК Меридиан |
| Евгений Мурзин (34), Виктор Савченко (11), Дмитрий Базелевский (11) | Очки | Александр Окунский (36), Вадим Пудзырей (21), Томас Макги (13) |        |                        | Киев, СК Меридиан |

|                                                                   |      | БИПА-Мода-СКА (Одесса)                                         | 87:102 | Денди-Баскет (Киев) | Одесса |
| 19:18, 17:20, 18:36, 33:28                                        |      |                                                                |        |                     | Одесса |
| Томас Макги (21), Геннадий Кузнецов (14), Александр Окунский (14) | Очки | Дмитрий Базелевский (34), Олег Ткач (14), Олег Черноситов (14) |        |                     | Одесса |

|                                                                                        |      | БИПА-Мода-СКА (Одесса)                                             | 110:101 ОТ | Денди-Баскет (Киев) | Одесса |
| 15:39, 27:16, 29:20, 19:25                                                             |      |                                                                    |            |                     | Одесса |
| Вадим Пудзырей (30), Томас Макги (20), Александр Окунский (19), Геннадий Кузнецов (16) | Очки | Евгений Мурзин (35), Дмитрий Базелевский (23), Андрей Шаптала (12) |            |                     | Одесса |

### Серия за третье место
Денди-Баскет — Шахтер (3:1)
| Команда 1           | Счет       | Команда 2           |
| ------------------- | ---------- | ------------------- |
| Шахтер (Донецк)     | 117:121 ОТ | Денди-Баскет (Киев) |
| Шахтер (Донецк)     | 104:91     | Денди-Баскет (Киев) |
| Денди-Баскет (Киев) | 106:95     | Шахтер (Донецк)     |
| Денди-Баскет (Киев) | 121:103    | Шахтер (Донецк)     |

### Финал
|                                                                |      | БИПА-Мода-СКА (Одесса)                                         | 108:97 | Будивельник-Хорда (Киев) | Одесса, СК СКА Зрителей: 1500 |
| 32:27, 25:27, 25:22, 26:21                                     |      |                                                                |        |                          | Одесса, СК СКА Зрителей: 1500 |
| Вадим Пудзырей (27), Томас Макги (25), Александр Окунский (23) | Очки | Денис Журавлев (23), Игорь Харченко (15), Игорь Молчанов (14). |        |                          | Одесса, СК СКА Зрителей: 1500 |

|                                                                                       |      | БИПА-Мода-СКА (Одесса)                                           | 98:91 | Будивельник-Хорда (Киев) | Одесса, СК СКА Зрителей: 1500 |
| 32:27, 25:27, 25:22, 26:21                                                            |      |                                                                  |       |                          | Одесса, СК СКА Зрителей: 1500 |
| Вадим Пудзырей (25), Томас Макги (20), Александр Окунский (18), Михаил Мельников (14) | Очки | Сергей Пржеорский (14), Андрей Костко (13), Денис Журавлев (13). |       |                          | Одесса, СК СКА Зрителей: 1500 |

|                                                                                    |      | Будивельник-Хорда (Киев)                                        | 111:80 | БИПА-Мода-СКА (Одесса) | Киев, СК КПИ Зрителей: 700 |
| 19:27, 35:13, 24:17, 32:23                                                         |      |                                                                 |        |                        | Киев, СК КПИ Зрителей: 700 |
| Игорь Харченко (22), Леонид Яйло (19), Дмитрий Приходько (18), Игорь Молчанов (18) | Очки | Томас Макги (24), Александр Окунский (13), Вадим Пудзырей (11). |        |                        | Киев, СК КПИ Зрителей: 700 |

|                                                               |      | Будивельник-Хорда (Киев)                                                            | 110:80 | БИПА-Мода-СКА (Одесса) | Киев, СК КПИ Зрителей: 1000 |
| 19:27, 35:13, 24:17, 32:23                                    |      |                                                                                     |        |                        | Киев, СК КПИ Зрителей: 1000 |
| Денис Журавлев (28), Леонид Яйло (21), Дмитрий Приходько (14) | Очки | Томас Макги (24), Вадим Пудзырей (14), Сергей Пинчук (13), Александр Окунский (13). |        |                        | Киев, СК КПИ Зрителей: 1000 |

|                                                                                   |      | Будивельник-Хорда (Киев)                                                                 | 100:86 | БИПА-Мода-СКА (Одесса) | Киев, СК КПИ Зрителей: 1300 |
| 25:28, 26:29, 16:16, 34:12                                                        |      |                                                                                          |        |                        | Киев, СК КПИ Зрителей: 1300 |
| Игорь Молчанов (24), Леонид Яйло (23), Игорь Харченко (16), Владимир Холопов (14) | Очки | Томас Макги (26), Андрей Другаченок (18), Александр Окунский (14), Михаил Михайлов (13). |        |                        | Киев, СК КПИ Зрителей: 1300 |
| Счёт в серии 3:2                                                                  |      |                                                                                          |        |                        | Киев, СК КПИ Зрителей: 1300 |

## Номинации сезона
- MVP сезона — Евгений Мурзин (Денди-Баскет)

Символическая сборная чемпионата (по версии газеты «Команда»):
- Томас Макги (БИПА-Мода)
- Евгений Мурзин (Киев-Баскет)
- Вадим Пудзырей (БИПА-Мода)
- Леонид Яйло (Будивельник)
- Александр Окунский (БИПА-Мода)

Сборная-разочарование:
- Уэймен Стриклэнд (Будивельник)
- Игорь Васильченко (Лугань)
- Сергей Половко (Денди-Баскет/ЦСКА-Рико)
- Брайан Риверс (Будивельник)
- Виктор Заболотный (СК Николаев)

Другие номинации:
- Лучший тренер сезона — Юрий Селихов (БИПА-Мода)
- Открытие сезона — Александр Раевский (СК Николаев)
- Надежда сезона — Владимир Грузин (Шахтер)

## Высшая лига
- Соревнования прошли в два круга. Формат спаренных матчей.

| №  | Команда                              | В  | П  |
| -- | ------------------------------------ | -- | -- |
| 1  | Нефтехим-Аваль (Белая Церковь)       | 32 | 8  |
| 2  | Динамо-Континенталь (Днепропетровск) | 29 | 11 |
| 3  | Азовмаш (Мариуполь)                  | 28 | 12 |
| 4  | БК Пульсар-РАЭС (Ровно)              | 28 | 12 |
| 5  | Академия-КТУ (Кривой Рог)            | 20 | 20 |
| 6  | БК Львовская Политехника (Львов)     | 17 | 23 |
| 7  | Коксохим-Сталь (Алчевск)             | 15 | 25 |
| 8  | ХОВУФК-Политехник (Харьков)          | 14 | 26 |
| 9  | Возко (Вознесенск)                   | 12 | 28 |
| 10 | Политехник (Киев)                    | 12 | 28 |
| 11 | Денди-СКИФ (Киев)                    | 11 | 29 |

- Денди-СКИФ (Киев) в начале второго круга чемпионата снялся с соревнований.
- Нефтехим-Аваль (Белая Церковь) завоевала право сыграть переходные матчи за место в Суперлиге в сезоне 1997/1998.

## Матчи за право играть в Суперлиге
Лугань — Нефтехим-Аваль — 2:1
| Команда 1                      | Счет   | Команда 2                      |
| ------------------------------ | ------ | ------------------------------ |
| Нефтехим-Аваль (Белая Церковь) | 100:87 | Лугань (Луганск)               |
| Лугань (Луганск)               | 96:88  | Нефтехим-Аваль (Белая Церковь) |
| Лугань (Луганск)               | 95:86  | Нефтехим-Аваль (Белая Церковь) |

## Первая лига
1. Пединститут (Полтава)
2. Грифоны (Симферополь)
3. Славутич (Днепропетровск)
4. Университет-ВС (Харьков)
5. Ветеран-Баскет (Днепропетровск)
6. УОР (Донецк)
7. Астория (Дружковка)
8. СК Николаев-2
9. Локомотив (Симферополь)
10. Днепр-Славутич (Днепропетровск)
11. Олимп (Горловка)
12. Ферро-2-ДЮСШ (Запорожье)

## Кубок Украины
Третий розыгрыш Кубка Украины состоялся 6-7 мая 1997-го года. Как и в первые два раза, турнир не вызвал большого интереса ни у команд, ни у болельщиков. Принять участие в Кубке согласились лишь четыре команды, две из которых — Денди-Баскет и БИПА-Мода — не могли рассчитывать на игроков сборной Украины.
Формат матчей Кубка отличался от формата матчей чемпионата Украины. Матч делился не на четверти по 12 минут, а на две половины по 20 минут.

### Полуфиналы
|                                                                 |      | Денди-Баскет (Киев)                                            | 101:66 | Ферро (Запорожье) | Киев, СК Меридиан |
| Счёт по половинам: 50:40, 51:26.                                |      |                                                                |        |                   | Киев, СК Меридиан |
| Дмитрий Брянцев (25), Олег Козорез (19), Ярослав Зубрицкий (15) | Очки | Александр Горстка (12), Руслан Бессонов (9), Сергей Новак (9). |        |                   | Киев, СК Меридиан |

|                                                                     |      | ЦСКА-Рико (Киев)                                                                           | 98:89 | БИПА-Мода (Одесса) | Киев, СК Меридиан |
| Счёт по половинам: 46:41, 52:47.                                    |      |                                                                                            |       |                    | Киев, СК Меридиан |
| Виктор Рубан (21), Константин Галенкин (20), Андрей Харчинский (15) | Очки | Сергей Пинчук (21), Станислав Балашов (12), Геннадий Кузнецов (11), Михаил Мельников (11). |       |                    | Киев, СК Меридиан |

### Финал
|                                                                        |      | ЦСКА-Рико (Киев)                                                                         | 105:84 | Денди-Баскет (Киев) | Киев, СК Меридиан |
| Счёт по половинам: 50:51, 55:33.                                       |      |                                                                                          |        |                     | Киев, СК Меридиан |
| Дмитрий Снежко (26), Андрей Харчинский (26), Вячеслав Евстратенко (10) | Очки | Дмитрий Брянцев (19), Андрей Шарамко (18), Станислав Медведенко (13), Олег Козорез (11). |        |                     | Киев, СК Меридиан |